# كوين ساندرز
كوين ساندرز هو لاعب كرة قدم بلجيكي في مركز الوسط، ولد في 17 ديسمبر 1962 في بروج في بلجيكا. شارك مع منتخب بلجيكا لكرة القدم. أما مع النوادي، فقد لعب مع كلوب بروج وكيه في ميخيلين.

## وصلات خارجية
- كوين ساندرز على موقع الاتحاد الأوربي (الإنجليزية)
- كوين ساندرز على موقع الاتحاد البلجيكي (الإنجليزية)
- كوين ساندرز على موقع قاعدة بيانات كرة القدم.إي يو (الإنجليزية)
- كوين ساندرز على موقع ناشيونال فوتبول تيمز (الإنجليزية)
- كوين ساندرز على موقع عالم كرة القدم.نت (الإنجليزية)